# Ga Yên Xuân
Ga Yên Xuân là một nhà ga xe lửa tại huyện Hưng Nguyên, tỉnh Nghệ An. Nhà ga là một điểm của đường sắt Bắc Nam, nối ga Vinh với ga Yên Trung.

## Các tuyến
- Đường sắt Bắc Nam